# 신비아파트: 고스트볼X의 탄생
《신비아파트: 고스트볼X의 탄생》은 투니버스에서 제작한 대한민국의 애니메이션으로, 신비아파트 시리즈 중 TV 애니메이션 제2기이다. 투니버스에서 2017년 11월 9일부터 2019년 1월 24일까지 매주 목요일 오후 8시에 방영되고 말았다.

## 줄거리

### 파트 1
지하국대적을 물리친 이후 평화로운 나날을 보내고 있던 하리, 두리 그리고 도깨비 신비!
그러던 어느 날, 신비아파트에 알 수 없는 존재가 나타나 흑마법의 저주를 걸었다!!
업그레에드된 고스트볼X로 다시 나타나는 귀신들과 맞서는 하리!
그리고 알 수 없는 힘 때문에 괴로워하는 '강림'과 신비로운 소년 '리온'까지!!
더 무섭고, 더 강력해진 모습으로 신비아파트가 돌아왔다!
진짜 귀신은... 지금부터다!

### 파트 2
귀염뽀작 NEW 도깨비 금비를 만나기 위해 금비가 사는 동굴로 향하는 하리와 친구들! 
하지만, 도깨비 금비가 살던 동굴에서 봉인된 귀신들이 현실세계로 나가는 사건이 발생하고 이 사건을 계기로 금비는 기억을 잃고 마는데... 현실세계로 풀려난 500여년 전 원혼들에 맞서 싸우는 하리와 친구들. 거기에 금비의 비밀까지... 
우리가 몰랐던 도깨비들의 진짜 이야기가 시작된다!

## 방송 일시
| 방송 채널 | 방송일                            | 방송 시간 |
| --------- | --------------------------------- | --------- |
| 투니버스  | 2017년 11월 9일 ~ 2019년 1월 24일 | 종료      |
| KBS 2TV   | 2020년 6월 10일 ~ 2020년 9월 9일  | 종료      |

## 주제가
[OP - No Control]
작곡, 편곡: 강민국, Brandon Jung / 작사: 서상욱 / 노래: 온앤오프 / 녹음: 엄찬용(리드사운드) / 믹싱: 김한구(사운드 풀) / 마스터링: 전훈(소닉코리아) / 오프닝 제작: gapKIM CREATIVE
[ED - Fly Away]
작사, 작곡: 박민주, 김위정 / 편곡: Brandon Jung, 박민주 / 노래: 이진아 / 녹음: 엄찬용(리드사운드) / 믹싱: 김한구(사운드 풀) / 마스터링: 전훈(소닉코리아)

## 기타 아이템들
- 고스트볼X:귀신의 파워가 2배가 된다.
- 퇴마검:부적을 사용해서 능력을 바꿀수있다.
- 흑화 고스트볼X:도한의 무기 악귀를 소환할 수 있다.
- 세피르카드:카드를 사용해서 기술을 사용할 수 있다.